# Contrabbasso ad ancia
Il contrabbasso ad ancia (in francese contrébasse à anche) è uno strumento musicale a fiato ad ancia doppia di metallo nel registro basso-contrabbasso, intonato in Do. Sebbene l'ancia doppia, simile a quella del fagotto, e la costruzione in metallo lo rendano apparentemente simile a un sarrusofono contrabbasso, esso discende dall'oficleide, al quale è simile sia nella forma sia nel sistema di chiavi e nella diteggiatura più semplice.

## Storia
Il primo prototipo di contrabbasso ad ancia fu il Kontrafagott aus Metall (controfagotto di metallo) del costruttore ceco Červený, chiamato anche Tritonicon. Fu sviluppato, in seguito, dal costruttore belga Mahillon, che nel 1868 produsse il contrébasse à anche per le bande militari in Francia e in Italia. Fu uno dei parecchi tentativi del tempo di creare uno strumento a fiato nel registro contrabbasso, tentativi che portarono poi al controfagotto all'alba del XX secolo. Il contrabbasso ad ancia viene usato tuttora in alcune bande in Italia, dove rientra nell'organico della "grande banda" proposto da Alessandro Vessella.

## Anatomia dello strumento
Lo strumento è costruito tipicamente in metallo, con un canneggio conico e insolitamente largo. Ciò fa sì che ciascuna nota sia prodotta aprendo un solo foro, a differenza di altri strumenti a fiato, nei quali si aprono più fori per produrre la maggior parte delle note (per questa ragione, tutte le chiavi tranne quella per la nota più grave rimangono normalmente chiuse). Questa proprietà semplifica notevolmente la diteggiatura dello strumento, poiché le diteggiature alternative per una stessa nota o le chiavi del trillo non sono necessarie, né esistono. La nota più grave che il contrabbasso ad ancia può raggiungere è il Re1, il Re più grave di un Pianoforte.
Benché sconosciuto, lo strumento può essere ancora costruito su richiesta dalla ditta italiana Orsi. Il contrabbasso ad ancia è spesso confuso con il sarrusofono contrabbasso, con il quale condivide caratteristiche apparentemente simili.